# Communauté de communes du Pays du Haras du Pin
La communauté de communes du Pays du Haras du Pin, nommée communauté de communes du Pays d'Exmes avant 2012, est une ancienne communauté de communes française, située dans le département de l'Orne et la région Normandie.

## Histoire
La communauté de communes du Pays d'Exmes a été créée le 17 décembre 1996. Elle prend le nom de communauté de communes du Pays du Haras du Pin le 17 janvier 2012. Le 1er janvier 2017, elle fusionne avec la communauté de communes Argentan Intercom et la communauté de communes des Courbes de l'Orne. La nouvelle intercommunalité conserve le nom d'Argentan Intercom.

## Composition
Elle regroupe seize communes du canton d'Argentan-2, dans le département de l'Orne (les treize communes de l'ancien canton d'Exmes, deux communes de celui de Trun et une commune de celui d'Argentan-Est ) :
| Nom                     | Code Insee | Gentilé        | Superficie (km2) | Population (dernière pop. légale) | Densité (hab./km2) |
| ----------------------- | ---------- | -------------- | ---------------- | --------------------------------- | ------------------ |
| Exmes (siège)           | 61157      | Hiémois        | 10,43            | 269 (2021)                        | 26                 |
| Aubry-en-Exmes          | 61009      |                | 9,60             | 318 (2021)                        | 33                 |
| Avernes-sous-Exmes      | 61019      | Avernais       | 7,03             | 81 (2021)                         | 12                 |
| Le Bourg-Saint-Léonard  | 61057      | Bourgeois      | 9,25             | 392 (2021)                        | 42                 |
| Chambois                | 61083      | Chamboisiens   | 8,30             | 381 (2021)                        | 46                 |
| La Cochère              | 61110      | Francs-Bigles  | 12,92            | 148 (2021)                        | 11                 |
| Courménil               | 61131      | Courméniliens  | 9,53             | 119 (2021)                        | 12                 |
| Fel                     | 61161      | Félois         | 7,02             | 271 (2021)                        | 39                 |
| Ginai                   | 61190      | Ginéains       | 9,25             | 98 (2014)                         | 11                 |
| Omméel                  | 61315      | Ommeellois     | 9,34             | 112 (2021)                        | 12                 |
| Le Pin-au-Haras         | 61328      |                | 8,66             | 294 (2014)                        | 34                 |
| Saint-Pierre-la-Rivière | 61449      | Pétruripaviens | 9,37             | 153 (2021)                        | 16                 |
| Silly-en-Gouffern       | 61474      | Silléens       | 39,83            | 394 (2021)                        | 9,9                |
| Survie                  | 61477      | Surviviens     | 13,21            | 161 (2021)                        | 12                 |
| Urou-et-Crennes         | 61496      | Urocrennois    | 7,03             | 737 (2021)                        | 105                |
| Villebadin              | 61504      | Villebadinois  | 12,93            | 124 (2021)                        | 9,6                |

## Administration
La communauté de communes du Pays du Haras du Pin faisait partie du Pays d'Argentan Pays d'Auge Ornais. Son siège était situé à Exmes.
| Période | Période       | Identité       | Étiquette | Qualité                                 |
| ------- | ------------- | -------------- | --------- | --------------------------------------- |
| 1997    | décembre 2016 | Patrick Mussat | UMP       | Maire de La Cochère, conseiller général |